# Tata gâscă (film)
Tata gâscă  (titlul original: în engleză Father Goose) este un film de comedie și romantic lansat în 1964, care are acțiunea în timpul celui de-al doilea război mondial. Este produs de Robert Arthur și regizat de Ralph Nelson.
În rolurile principale joacă actorii Cary Grant, Leslie Caron și Trevor Howard.
Titlul filmului derivă de la "Mother Goose" (Mama Gâscă), numele de cod atribuit personajului lui Grant. Filmul a câștigat Premiul Oscar pentru Cel Mai Bun Scenariu. În film este inclus și cântecul "Pass Me By" interpretat de Cy Coleman și Carolyn Leigh, mai târziu înregistrat de Peggy Lee, Frank Sinatra și alții.

## Distribuție
- Cary Grant - Walter Christopher Eckland (Mother Goose)
- Leslie Caron - Catherine Freneau (Goody Two Shoes)
- Trevor Howard - Commander Frank Houghton (Big Bad Wolf)
- Jack Good - Lieutenant Stebbings (Bo Peep)